# Berberis dealbata
Berberis dealbata là một loài thực vật có hoa trong họ Hoàng mộc. Loài này được Lindl. mô tả khoa học đầu tiên năm 1836.